# Frank Frost Abbott
Frank Frost Abbott (Redding, 27 marzo 1860 – Montreux, 23 luglio 1924) è stato un filologo classico e storico statunitense.
Si dedicò, dal 1891, all'insegnamento del latino all'Università di Chicago e, dal 1908, in quella di Princeton.
La sua opera di storico si concentrò soprattutto sulla politica nell'antica Roma.
Tradusse in inglese l'Hispanicae Advocationis Libri Dvo («Two books of advocacy in the service of Spain») di Alberico Gentili.

## Opere
- A History and Description of Roman Political Institutions (1901, 1911³)
- Society and politics in ancient Rome (1909)
- The Common People Of Ancient Rome (1911)
- Roman politics (1923)
- Municipal administration in the Roman Empire (1926)